# Edgecam
EDGECAM – program komputerowy typu CAM tworzony i dystrybuowany przez firmę Vero Software.
Program generuje kod NC na potrzeby produkcyjne dla każdej branży przemysłu. Charakteryzuje się łatwą obsługą i wyrafinowanym sposobem generowania ścieżek narzędzi. Cechy te sprawiają, że jest to system do obróbki opartej na plikach bryłowych, który można wykorzystywać na potrzeby frezowania, toczenia i obróbki na centrach tokarsko-frezarskich.
EDGECAM zapewnia pełne wsparcie i asocjatywną współpracę z innymi systemami CAM, takimi jak: SolidWorks, Autodesk Inventor, Solid Edge, Pro/ENGINEER.